# کاپیتول ایالت مونتانا

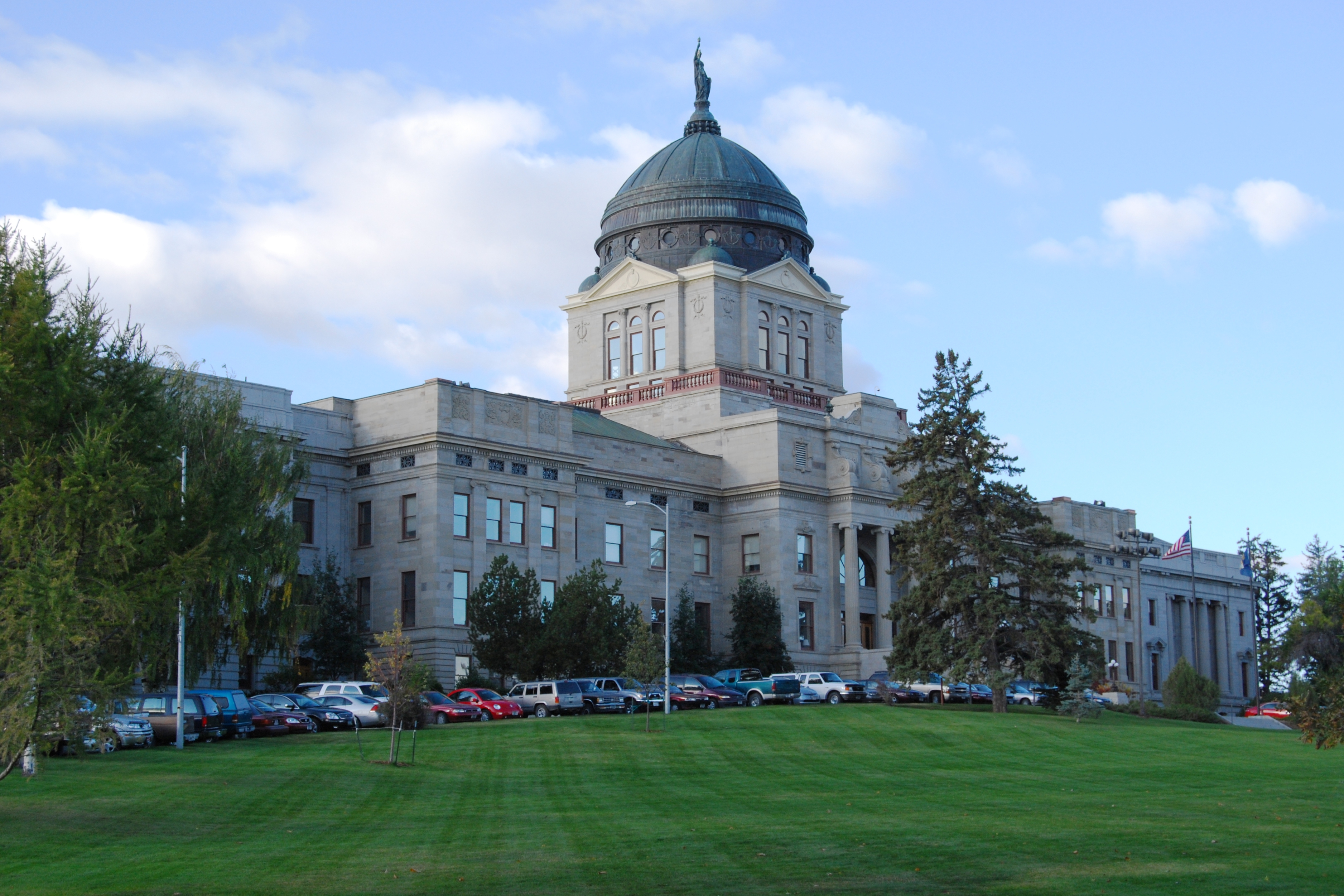

ساختمان کاپیتل ایالت مونتانا (Montana State Capitol) بنایی است که شاخه مقننه دولت ایالت مونتانا در آن قرار دارد. معماران بنا عبارتند از
- Charles Emlen Bell
- John Hackett Kent

بنای کنونی در سال ۱۸۹۹ ساخته گردید و در هلنا قرار دارد.
این بنا هم خانه مجلس عوام است هم مجلس سنای ایالت.

## نگارخانه

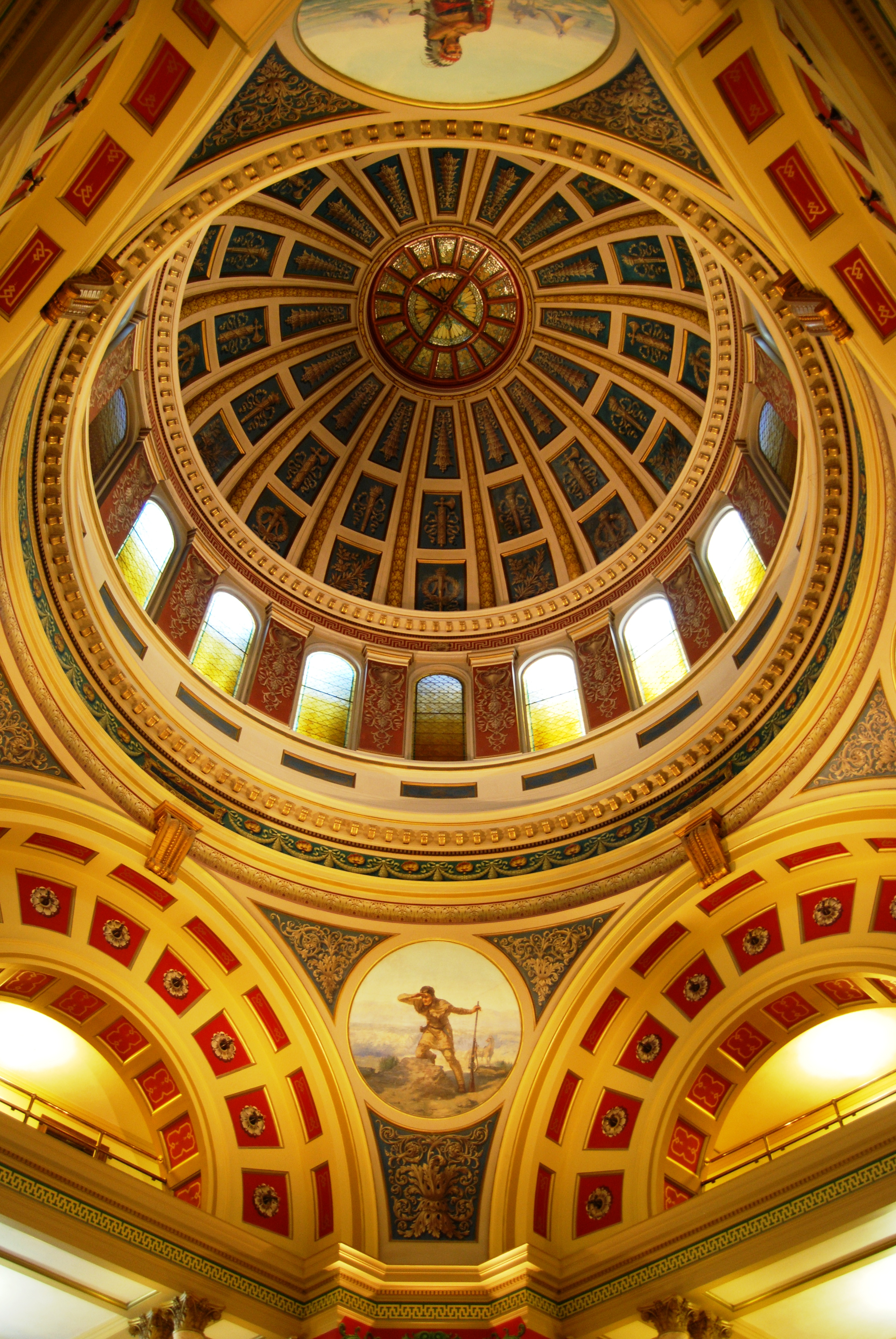
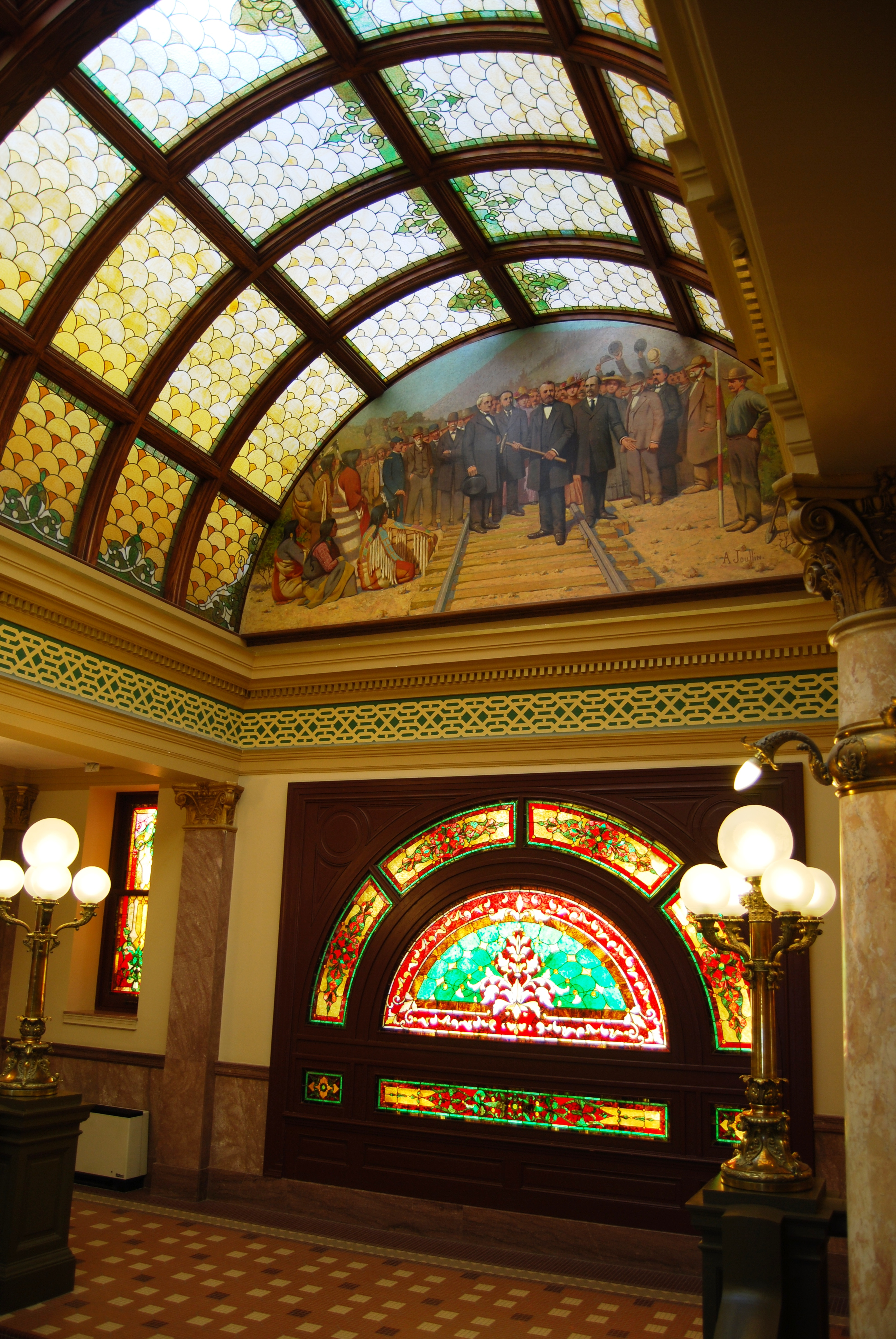